# Miorița (cântec)
Miorița este un cântec al formației Zdob și Zdub. Cântec a fost scris în 2004 anul și lânsat ca un single oficial în 2006.
Piesa a intrat albume „Ethnomecanica„ și „450 de oi„. Ea are, de asemenea, versiunea în limba rusă, numita "Овечка Миорица". 

## Video
Videoclipul la moldovenească versiune a fost prezentat în 2004. La începutul videoclipului se arată un televizor, ce schimbă posturile de televiziune. Mai târziu, pe unul dintre canalele apare trupa "Zdob și zdub" cu Roman Iagupov, care începe să cânta. Refren a fost cântat cu femei, reprezentante a folclorului moldovenesc. Refrenul a fost cântat mai întâi în limba românească, și apoi în engleză.